# Indiahoma (Oklahoma)
Indiahoma es un pueblo ubicado en el condado de Comanche en el estado estadounidense de Oklahoma. En el año 2010 tenía una población de 344 habitantes y una densidad poblacional de 491,43 personas por km².

## Geografía
Indiahoma se encuentra ubicado en las coordenadas 34°37′9″N 98°45′8″O / 34.61917, -98.75222 (34.619104, -98.752126).

## Demografía
Según la Oficina del Censo en 2000 los ingresos medios por hogar en la localidad eran de $21,071 y los ingresos medios por familia eran $28,977. Los hombres tenían unos ingresos medios de $27,250 frente a los $19,063 para las mujeres. La renta per cápita para la localidad era de $10,153. Alrededor del 29.6% de la población estaban por debajo del umbral de pobreza.